# Ермоса (Південна Дакота)
Ермоса (англ. Hermosa) — місто (англ. town) в США, в окрузі Кастер штату Південна Дакота. Населення — 382 особи (2020).

## Географія
Ермоса розташована за координатами 43°50′23″ пн. ш. 103°11′35″ зх. д. / 43.83972° пн. ш. 103.19306° зх. д. (43.839691, -103.192958).  За даними Бюро перепису населення США в 2010 році місто мало площу 1,24 км², уся площа — суходіл.

## Демографія
Згідно з переписом 2010 року, у місті мешкало 398 осіб у 158 домогосподарствах у складі 110 родин. Густота населення становила 320 осіб/км².  Було 183 помешкання (147/км²).
Расовий склад населення:
| - 88,7 % — білих - 3,8 % — корінних американців - 1,0 % — азіатів - 0,3 % — вихідців з тихоокеанських островів |

До двох чи більше рас належало 5,8 %. Частка іспаномовних становила 5,3 % від усіх жителів.
За віковим діапазоном населення розподілялося таким чином: 25,9 % — особи молодші 18 років, 62,5 % — особи у віці 18—64 років, 11,6 % — особи у віці 65 років та старші. Медіана віку мешканця становила 36,8 року. На 100 осіб жіночої статі у місті припадало 101,0 чоловіків;  на 100 жінок у віці від 18 років та старших — 98,0 чоловіків також старших 18 років.
Середній дохід на одне домашнє господарство  становив 63 121 долар США (медіана — 45 568), а середній дохід на одну сім'ю — 68 284 долари (медіана — 46 818). Медіана доходів становила 47 019 доларів для чоловіків та 36 250 доларів для жінок. За межею бідності перебувало 14,8 % осіб, у тому числі 25,0 % дітей у віці до 18 років та 8,5 % осіб у віці 65 років та старших.
Цивільне працевлаштоване населення становило 197 осіб. Основні галузі зайнятості: освіта, охорона здоров'я та соціальна допомога — 20,8 %, науковці, спеціалісти, менеджери — 16,8 %, будівництво — 16,8 %.